# Diabody
Ein Diabody ist ein Molekül, das strukturell und funktionell einem Antikörper ähnelt. Im Unterschied zu einem normalen Antikörper ist ein Diabody ein bivalenter oder bispezifischer Antikörper, d. h., er kann (bis zu) zwei verschiedene Antigene binden. Ein Diabody setzt sich aus zwei einzelnen Proteinketten zusammen, die Teile von Antikörpern sind (ScFv-Fragmente). Abhängig von den Spezifitäten dieser beiden Teile können monospezifische, also beidseitig gegen das gleiche Antigen gerichtete oder bispezifische, gegen zwei unterschiedliche Antigene gerichtete Diabodys unterschieden werden. Bei den bispezifischen Diabodys handelt es sich also um Heterodimere. Die Verbindung der beiden Spezifitäten bildet ein fünf Aminosäuren langes Verbindungsstück (Linker).